# Сирадж уд-Даула
Сирадж уд-Даула (полное имя — Мансур-уль-Мульк Сирадж-уд-Даула Шахкули-хан Мирза Мохаммад Джанг Бахадур; 1733 — 2 июля 1757) — 5-й наваб Бенгалии, Бихара и Ориссы в 1756—1757 годах. Второй (младший) сын Зейн уд-Дина Ахмеда-хана (? — 1748) и Амины Бегум (? — 1760), дочери наваба Бенгалии Аливарди-хана.

## Биография
Родился в 1733 году в Муршидабаде (Бенгальская суба). Внук и наследник наваба Аливарди-хана. Вместе с дедом участвовал в войнах с маратхами и афганцами. Отличался неуравновешенным характером. По свидетельству современников, был склонен к жестокости и мстительности. В 1754 году, ещё до вступления на престол, заподозрив эмира Хусейн Кули-хана в причастности к заговорам, приказал убить его вместе с племянником Хусейн уд-Дином на улице в Дакке. Был также гонителем последователей индуизма.
В 24 года занял престол Бенгалии, расправившись с противившимися ему родственниками. Опасаясь усиления в Бенгалии влияния англичан, в то время уже вступивших на юге страны в борьбу за завоевание Индии, он напал на Калькутту, главное английское поселение в Бенгалии, и захватил её 20 июня 1756 года. В «Чёрной яме» были замучены множество англичан из числа пленных, в том числе и раненые.
Английский военачальник Роберт Клайв и адмирал Чарльз Уотсон, посланные из Мадраса, отбили Калькутту у индийцев. Предпринятый Сирадж уд-Даулой вскоре новый поход на этот город окончился неудачей. 23 июня 1757 года Сирадж уд-Даула был разбит английским войском под командованием Клайва в битве при Плесси, после поражения попытался бежать, но был схвачен. Поражение во многом объясняется предательством командующего бенгальским войском Мир Джафара, вступившего в сговор  англичанами и ставшего новым навабом (фактически ставленником  Британской Ост-Индской компании). Сирадж уд-Даула был убит 2 июля 1757 по приказу сына Мир Джафара, Мирана.  
Похоронен в Муршидабаде, вместе с тремя жёнами (Лютф-ун-нисса Бегум, Зейб-ун-нисса Бегум, Умдад-ун-нисса Бегум), в мавзолее своего деда Аливарди-хана.